# SV Lipsia 93
Der SV Lipsia 1893 e. V. Eutritzsch ist ein Leipziger Fußballverein im Stadtteil Eutritzsch. Der am 1. Februar 1893 gegründete Verein ist der älteste Fußballverein Sachsens und gehört zu den Gründungsvereinen des DFB.

## Geschichte
Die Lipsia aus Eutritzsch wurde am 1. Februar 1893 von Lehrlingen eines Leipziger Betriebes als „Fußballclub Lipsia“ in der Gohliser Gastwirtschaft „Zur Mühle“ gegründet und ist damit der älteste sächsische Fußballverein. Kurze Zeit später nahm sie den Spielbetrieb auf. Die ersten Spiele wurden auf dem Exerzierplatz in Gohlis ausgetragen. 1897 schloss sich die Lipsia dem Verband Leipziger Ballspiel-Vereine an. 1913 konnte der Verein ein Stück Boden der Eutritzscher Kirche pachten und es zu einem Fußballplatz umfunktionieren. Der Lipsia gelang es, sich nach dem Krieg im sächsischen Fußball zu etablieren. So konnte ab 1919 eine stetig wachsende Mitgliederzahl verzeichnet werden.
Nach dem Zweiten Weltkrieg wurde das Trainings- und Sportgelände der Lipsia in die Thaerstraße verlegt, wo es heute noch zu finden ist. Im Zuge der Auflösung aller bürgerlichen Vereine in der Sowjetischen Besatzungszone wurde die Lipsia aus Eutritzsch aufgelöst. Erst 1959 wurde mit der „BSG Einheit Eutritzsch“ ein direkter Nachfolgeverein der Lipsia geschaffen. In der Deutschen Demokratischen Republik war der BSG Einheit Eutritzsch nur mäßiger fußballerischer Erfolg beschieden. Man verblieb in regionalen Spielklassen und erhielt nur lokale Aufmerksamkeit. Erst 1989 konnte man unter dem neuen Namen „BSG Baufa Eutritzsch“ die Leipziger Stadtmeisterschaft gewinnen und damit den Aufstieg in die Bezirksklasse sichern. Auch nach der Wende konnte der Eutritzscher Fußballverein seinen Aufschwung, wenn auch unter dem neuen Namen SSV Baufa Eutritzsch, weiterführen. So gelang in der Saison 1990/91 der Aufstieg in die Bezirksliga Leipzig.
Am 1. Februar 1993 wurde der Verein angesichts des hundertjährigen Vereinsjubiläums in SV Lipsia Leipzig-Eutritzsch umbenannt. Man wollte mit dieser Namensgebung an alte Zeiten anknüpfen. Nach zwischenzeitlichem Abstieg spielte Lipsia ab 2005 in der Bezirksklasse Leipzig (9. Liga).
Nachdem man jahrelang knapp am Aufstieg in die Bezirksliga gescheitert war, gelang der langersehnte Aufstieg in die Bezirksliga in der Saison 2010/11. Dort spielte der SV Lipsia insgesamt fünf Jahre, ehe in der Saison 2016/17 erstmals in der Vereinsgeschichte der Aufstieg in die Sachsenliga gelang. Entscheidend für den Aufstieg war ein Unentschieden am vorletzten Spieltag gegen den direkten Verfolger VfK Blau-Weiß Leipzig. Nach der Saison 2017/18 folgte der direkte Wiederabstieg.